# Santa Maria d'Escarp
Santa Maria d'Escarp és un antic monestir cistercenc situat a la dreta del Segre, poc abans de la seva unió amb el riu Cinca, a l'extrem de l'anomenat pla d'Escarp.

## Història
Inicialment el lloc es trobava dins l'almúnia sarraïna d'Escarp, documentada des del 1082 i dins el terme del castell d'Escarp, a l'actual municipi de Massalcoreig. L'any 1212 el rei Pere, dit el Catòlic, cedí el lloc a l'abat Arnau de Citeaux perquè hi fundés un monestir filial seu. Aquest es va fundar tot seguit i estigué sempre sota la tutela i filiació de la casa mare de Citeaux. L'any 1223 el seu abat i la comunitat de monjos d'Escarp intervingueren en el traspàs al Cister de l'aleshores monestir canonical de Lavaix. El 1243 l'abat d'Escarp, junt amb el de Fontclara, feu d'àrbitre en les dissensions sobre els drets de pastura a la Cerdanya i el Berguedà entre els monestirs de Poblet i Santes Creus. Vers el 1266, l'abat d'Escarp cedí el domini de Coratxà, a la tinença de Benifassà, a l'abat de Poblet contra el pagament de 15 000 sous. El patrimoni d'Escarp era situat bàsicament entorn seu. Creà la granja d'Escarp, esdevinguda un poble cap d'un municipi modern i també posseí la granja de Santa Susanna de Maella. Al llarg del segle xv experimentà una forta davallada i el seu càrrec abacial, per descurança de Citeaux, fou proveït en forma de comenda.

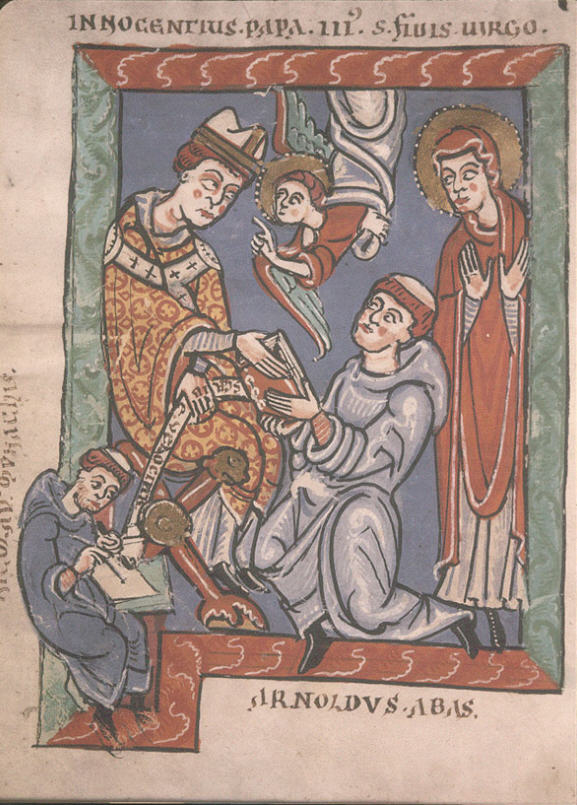
Arnau Amalric i el papa Innocenci III; miniatura del s. XIII

Els reis de Castella i Aragó, a partir de Ferran II, intentaren reformar els monestirs cistercencs afavorint la creació d'una Congregació d'Aragó, cosa que s'aconseguí el 1616; abans però, d'acord amb l'abat de Poblet, ja veren visitar Escarp i hi introduïren normes de reforma a partir de 1558. El 1583 consta que la comunitat d'Escarp estava integrada per quatre monjos de Poblet. Facilità el redreçament del monestir el fet que el 1591, gràcies a les instàncies de l'abat de Poblet, Francesc Oliver de Boteller, el papa cedís al rei Felip II el patronat reial sobre Escarp amb el dret de nomenar l'abat. Per aquest temps, la comunitat estava formada per cinc i sis monjos pobletans i es diu que el monestir es trobava en estat ruïnós. A partir de llavors els abats que el regiren, a vegades només amb el títol de priors, foren monjos de Poblet. Els darrers segles Santa Maria d'Escarp es mantingué amb la comunitat reduïda i subsistí fins a l'exclaustració del 1836.

## Arquitectura
El conjunt del monestir és format per l'església i altres dependències, tot refet en estil neoclàssic als segles XVII i XVIII. Es conserva el campanar fet amb carreuades regulars. Al darrere del campanar hi ha un pati rectangular que podria correspondre a l'església.
P. Madoz, l'any 1850, en la pàgina 522 del seu Diccionari, escriu una entrada ESCARPE o ESCARP: «...Durante la última  guerra civil, estuvo fortificado el convento, bien aspillerado y con tambores, habiendo en la misma punta un fortín; ambos puntos guarnecidos por los milicianos nacional de la Granja y Masalcoreitg. La posición que ocupa este monasterio es ventajosa bajo todos conceptos, ya por belleza y amenidad del sitio, y ya tambien porque reune las ventajas de un cielo generalment alegre y despejado, a la par que una campiña feraz...».